# Asger Aaboe
Asger Aaboe   (Copenhaguen, 26 d'abril de 1922 - North Haven, 19 de gener de 2007) va ser un historiador de les matemàtiques i l'astronomia danès que va treballar als Estats Units.

## Vida i obra
En acabar els seus estudis secundaris el 1940 en una prestigiosa escola de Copenhaguen, va ingressar a la universitat de Copenhaguen per estudiar astronomia i matemàtiques. Malgrat l'ocupació alemanya durant la Segona Guerra Mundial, va poder acabar es estudis el 1947, molt influenciat pel matemàtic Harald Bohr, oncle del seu amic i company d'estudis Aage Bohr (premi Nobel de física, 1975). El curs següent va ser professor visitant a la universitat Washington a Saint Louis, on va conèixer la seva futura esposa, Joan Armstrong. El 1948 va retornar a Dinamarca per ser professor de secundària a Birkerød (municipi de Rudersdal) fins al 1952, quan es va instal·lar definitivament als Estats Units.
Va ser professor de la universitat Tufts mentre treballava pel seu doctorat a la universitat Brown sota la direcció d'Otto Neugebauer. El 1957 va obtenir el títol de doctor en ciències amb una tesi sobre les teories planetàries dels babilonis. Aquest interés per la ciència babilonia va fer que es convertís en el principal deixeble de Neugebauer en aquest camp, fins al punt que Neugebauer, en morir el 1990, li va legar tots els seus apunts sobre matemàtica i astronomia dels babilonis.
El 1961 va ser nomenat professor al departament d'Història de la Ciència i la Medicina de la universitat Yale on va romandre fins que es va retirar el 1992.
Aaboe va ser un dels grans experts investigadors de l'astronomia antiga (grega i babilònica), intentant sempre comprendre les teories dels antics, tot i que fent servir les matemàtiques actuals que, segons ell, no eren pas tan diferents de les nostres. Els seus dos llibres Episodes from the Early History of Mathematics (1964) i Episodes from the Early History of Astronomy (2001), continuen sent dos pilars bàsics pel coneixement de les matemàtiques i l'astronomia de l'antiguitat.